# Gedächtnisbogen der Yu-Familie
Der Gedächtnisbogen der Yu-Familie (chinesisch 余家碑坊, Pinyin Yújiā bēifāng bzw. 余家牌坊,  Yújiā páifāng oder 余家节孝坊,  Yújiā jiēxiàofāng) im Dorf Pailou (Pailoucun 牌楼村) der Gemeinde Chexi 车溪乡 des Kreises Li der bezirksfreien Stadt Changde in der chinesischen Provinz Hunan ist ein steinerner Ehrenbogen aus der Zeit der Qing-Dynastie. Mit seinem Bau wurde 1833 begonnen, 1844 wurde er fertiggestellt. 
Der reich verzierte, dreigeschossige Bogen aus weißem Qiyang-Stein hat eine Höhe von 12,7 m. Der Bogen wurde für die Mutter von Yu Ri 余日 errichtet. In der Lokalchronik von Li, dem Zhili Lizhou zhi, wird über die familiären Hintergründe des Bauwerks berichtet.
Der Bogen steht seit 2006 auf der Liste der Denkmäler der Volksrepublik China (6-677).